# メアリー・ベイカー
メアリー・ベイカー（Mary Baker、活動時期:1842年 - 1856年）は、イギリスの画家。
ロンドンに生まれ、美術協会のために作品を制作すると共に、14年間（1842年 - 1856年）にわたり、ロイヤル・アカデミー・オブ・アーツで肖像画やミニアチュールを公開した。油彩による作品の一部は、ロンドンのヴィクトリア&アルバート美術館に展示されている。